# Mac Miller
Malcolm James McCormick (Pittsburgh, Pennsylvania, SAD, 19. siječnja 1992. – Los Angeles, Kalifornija, SAD, 7. rujna 2018.), bio je američki reper iz Pittsburgha koji je imao potpisani ugovor za diskografsku kuću Rostrum Records. Krajem 2011. godine Mac Miller je objavio svoj prvi nezavisni album Blue Slide Park koji je na top ljestvici Billboard 200 debitirao na poziciji broj jedan. 
Umro je u svom domu u Los Angelesu 7. rujna 2018. nakon predoziranja.

## Raniji život
Malcolm James McCormick je rođen 19. siječnja 1992. godine u Pittsburghu, Pennsylvaniji kao sin arhitekta i fotografkinje. Otac mu je kršćanin, a njegova majka je židovka. Prije nego što je krenuo u srednju školu Taylor Allderdice, pohađao je školu Winchester Thurston.

## Diskografija
Nezavisni albumi
- Blue Slide Park (2011.)

Miksani albumi
- But My Mackin' Ain't Easy (2007.)
- The Jukebox: Prelude to Class Clown (2009.)
- The High Life (2009.)
- K.I.D.S. (Kickin' Incredibly Dope Shit) (2010.)
- Best Day Ever (2011.)
- I Love Life, Thank You (2011.)
- Macadelic (2012.)

EP-ovi
- On and On and Beyond (2011.)

## Vanjske poveznice
- Službena stranica  Arhivirana inačica izvorne stranice od 21. kolovoza 2011. (Wayback Machine)